# سوق موحدة

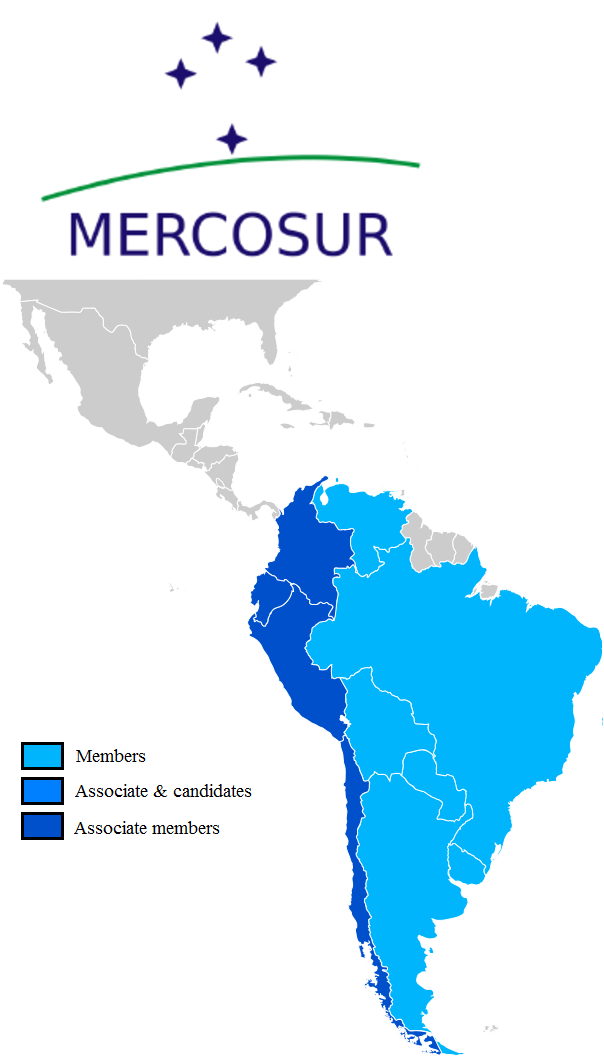

السوق الموحدة هي شكل من أشكال الكتل التجارية أُزيلت فيها معظم الحواجز التجارية (للسلع) مع وجود بعض السياسات المشتركة الخاصة بتنظيم المنتجات، وحرية تنقل عوامل الإنتاج (رأس المال واليد العاملة) والمشاريع والخدمات. الهدف هو أن يكون تنقل رأس المال، واليد العاملة، والبضائع، والخدمات بين الأعضاء سهلًا كسهولته داخل كل منها على حدة. تُزال الحواجز المادية (الحدود)، والتقنية (المعايير)، والضريبية (الضرائب) بين الأعضاء إلى أقصى حد ممكن. تعيق هذه الحواجز حرية تنقل العوامل الأربع للإنتاج (البضائع، رأس المال، الخدمات، والعمال).
يُشار إلى السوق المشتركة عادة على أنها المرحلة الأولى من مراحل إنشاء سوق موحدة. تُبنى عادة في منطقة تجارة حرة حيث لا توجد تعريفات جمركية على السلع وحرية نسبية في حركة رأس المال والخدمات، ولكنها غير متطورة جدًا فيما يتعلق بتقليل الحواجز التجارية الأخرى.
السوق المتحدة هي المرحلة الأخيرة من مراحل السوق الموحدة. تتطلب الحرية التامة للسلع، والخدمات (بما فيها الخدمات المالية)، ورأس المال والناس بغض النظر عن الحدود الدولية.

## مراحل الاتحاد
تتيح السوق المشتركة حرية تنقل رأس المال والخدمات، ولكن تبقى نسبة كبيرة من الحواجز التجارية موجودة. تلغي السوق المشتركة جميع الحصص والرسوم الجمركية -الرسوم على البضائع المستوردة- على السلع الموجودة فيها. على أي حال، تبقى الحواجز غير المتعلقة بالرسوم الجمركية، مثل الفروقات في قوانين الأعضاء المتعلقة بسلامة المنتج، ومتطلبات التعبئة والتغليف والإجراءات الإدارية الوطنية. يمنع ذلك المصنعين من تسويق السلع نفسها في جميع الدول الأعضاء. غالبًا ما يكون هدف السوق المشتركة هو تحقيق التقارب الاقتصادي وإنشاء سوق موحدة متكاملة. تُعتبر السوق المشتركة أحيانًا المرحلة الأولى من مراحل السوق الموحدة. كانت السوق الأوروبية المشتركة المثال الأول واسع النطاق عن السوق المشتركة.
تتيح السوق الموحدة (تُدعى أحيانًا «السوق الداخلية») للأشخاص، والسلع، والخدمات، ورأس المال التنقل في اتحاد ما بنفس الحرية التي تنتقل فيها في البلد الواحد- بدلًا من أن تعيقها الحدود والحواجز الدولية كما كانت في الماضي. يمكن للمواطنين الدراسة والعيش والتسوق والعمل والتقاعد في أي دولة من الدول الأعضاء. يتمتع المستهلكون بمجموعة واسعة من المنتجات من كل أنحاء الدول الأعضاء، بحيث تزيل الشركات القيود الخاصة بالوصول إلى المزيد من المستهلكين. تُوصف السوق الموحدة بشكل عام بأنها «بلا حدود». على أي حال، تبقى الحواجز العديدة موجودة مثل الفروقات في أنظمة الضرائب الوطنية، والفروقات في أجزاء من قطاع الخدمات، ومتطلبات مختلفة للتجارة الإلكترونية. بالإضافة إلى ذلك، ما تزال الأسواق الوطنية المنفصلة موجودة للخدمات المالية، والطاقة، والنقل. من الممكن أن لا يتم تنسيق القوانين الخاصة بالاعتراف بالمؤهلات المهنية بشكل كامل. يُعتبر الاتحاد الاقتصادي الأوروآسيوي، ومجلس التعاون لدول الخليج العربية، والجماعة الكاريبية، والاتحاد الأوروبي أمثلة حالية عن الأسواق الموحدة، على الرغم من وصف السوق الموحدة الخاصة بمجلس التعاون لدول الخليج العربية بأنه فعليًا «معطوب» عام 2014. يُعد الاتحاد الأوروبي الاتحاد الاقتصادي الوحيد الذي يهدف إلى «إكمال السوق الموحدة».
عادة ما تشير السوق الموحدة الكاملة إلى الإزالة التامة للحواجز واتحاد الأسواق الوطنية المتبقية. من الممكن رؤية الاتحاد الاقتصادي الكامل في دول عديدة، سواء في دولة مركزية واحدة تتميز بمجموعة واحدة من القوانين، أو بين الدول الأعضاء في دولة اتحادية وطنية قوية. على سبيل المثال، تتمتع الولايات ذات السيادة في الولايات المتحدة إلى حد ما بتنظيمات اقتصادية محلية مختلفة (على سبيل المثال، متطلبات الترخيص للمهنيين، القوانين والتسعير للمرافق والتأمين، وقوانين سلامة المستهلك، والقوانين البيئية، والحد الأدنى للأجور) والضرائب، ولكنها تخضع للحكومة الفيدرالية في أي مسألة مرتبطة بالتجارة بين الولايات تختار الحكومة الوطنية تأكيدها.